# 田中友幸
田中 友幸（、1910年（明治43年）4月26日 - 1997年（平成9年）4月2日）は、映画プロデューサー。東宝映画代表取締役会長、日本創造企画代表取締役会長、日本アカデミー賞協会副会長、日本映画テレビプロデューサー協会顧問を歴任。世界的に有名な怪獣「ゴジラ」の設定を着想した人物である。通り名として、「友幸」を「ゆうこう」と読むことが多い。
大阪協同劇団時代の芸名は大瀬 滝夫。映画『惑星大戦争』では、神宮寺八郎のペンネームで原作を担当した。大阪府下堅下（現・柏原市）出身。趣味は旅行。

サイン

## 家族
- 田中友之進（父親・陸軍中佐）
- 田中コウ（母親）
- 田中友信（弟・軍人、1992年に78歳で死去）
- 田中由起子（妹）
- 中北千枝子（妻・女優）[7][8]

## 学歴
- 大阪府立八尾高等学校卒業[1][8]
- 関西大学経済学部卒業[出典 7]（1935年）

## 職歴
- 1940年（昭和15年） - 大宝映画に入社[出典 8][注釈 1]。
- 1941年（昭和16年） - 会社合併により東宝映画に転ずる[出典 9]。
- 1944年（昭和19年） - 東宝東京撮影所に転ずる。
- 1947年（昭和22年） - 東宝争議に伴い退社[10][7][注釈 2]。映画芸術協会に身を置く[10][7]。
- 1952年（昭和27年） - 東宝に復帰[出典 10]。
- 1971年（昭和46年）
  - 1月8日 - 日本創造企画株式会社取締役社長。
  - 4月1日 - 東宝映像代表取締役社長就任[出典 11]。
- 1975年（昭和50年） - 東宝映画代表取締役社長[出典 12]。
- 1978年（昭和53年） - 東京映画映像部を吸収に伴い東宝映像代表取締役会長。
- 1988年（昭和63年） - 東宝映像と東宝美術が合併し東宝映像美術となったため、会長職を退任。
- 1989年（平成元年） - 東宝映画代表取締役会長[3][8]。
- 1992年（平成4年） - 日本創造企画株式会社取締役会長。
- 1995年（平成7年） - 東宝映画相談役[8]。
- 1997年4月2日午後5時 - 脳梗塞で死去（享年88）[23][8]。

## 来歴
大阪協同劇団での演劇活動を経て、東宝の映画プロデューサーとして活躍。『ゴジラ』（1954年）以降、同社の看板シリーズとなった怪獣・SF映画のほとんどをプロデュース。また、「8.15」シリーズをはじめとするアクション映画や戦記大作、黒澤明、岡本喜八などの監督作品も手掛け、喜劇・文芸作品を専門分野としていたプロデューサー・藤本真澄とともに東宝の黄金時代を牽引した。なお、関西大学から演劇活動にかけての仲間からは、俳優の志村喬、脚本家の木村武がのちに結集して特撮路線を支えている。
元々健全市民カラーの強い東宝にあって、ひたすら非日常の世界、豪快な男性路線（時代劇を含むアクション映画、怪獣・SF映画、戦争・パニック映画）にこだわり続けた。東宝社内で異端派に終わるべきところ、数回にわたって日本映画の興行成績記録を更新するという空前絶後のヒットメーカーぶりを発揮。結局は会社の色まで染め替えてしまった。今日では東宝の名は創立以来のサラリーマン喜劇や文芸映画以上に、田中が主導した特撮&アクション路線の印象が強くなっている。とりわけ『日本沈没』で大ヒットを飛ばして以後は東宝系の映画館主から絶大な信頼を受けた。黒澤明作品も、田中がプロデュースした1960年から1980年にかけての時期は娯楽性が強く、大ヒット作が多い。
1976年、前半期の黒澤映画を一手にプロデュースして名声を博しながら東宝を追われ、ピンク映画の監督に転じていたかつての同僚・本木荘二郎が窮死した際は東宝関係者で唯一葬儀に出席した。その少し前には宝塚映画あたりで本木をカムバックさせられないか打診していたといわれる。
三船プロダクションの設立と運営にも森岩雄、藤本真澄、川喜多長政らと大きく尽力した。
没後に製作された『モスラ3 キングギドラ来襲』（1998年）の劇中に、主人公の祖父の肖像として田中の写真が飾られている。

### ゴジラシリーズについて
ゴジラの生みの親として紹介されるのは円谷英二であることが多いが、一般に知られているゴジラの基本設定を思いつき、実際の企画を立ち上げたのは田中である。田中は、映画『キング・コング』を観て特撮の可能性を感じ『ゴジラ』のような映画を目指すようになったといい、世界的なキャラクターを創造できたことは自身の誇りであると述べている。田中はこのことに強い自負を抱いていたらしく、キネマ旬報誌上で北島明弘が執筆したゴジラ関連記事に自分への言及がないことに不満を抱いて呼び出し、インタビューを掲載させたこともある。
『メカゴジラの逆襲』（1975年）でゴジラシリーズが一旦終了した後も、田中が陣頭に立ってゴジラ復活へ向けた活動を行い、『ゴジラ』（1984年）を実現させるに至った。東宝プロデューサーの富山省吾は、田中はネバーギブアップの人であったと評している。
『ゴジラ』（1984年版）では、9年ぶりに復活するゴジラであることから特に力を入れていたといい、原案として脚本作業に直接意見を行ったり、撮影でも現場で直接指示をしたりするなどしていた。制作協力の田中文雄は、人生最後の作品であるかのように情熱を傾け、自身の怪獣映画の総決算のようであったと評している。また、監督の橋本幸治は、田中がゴジラを侮辱するようなセリフに憤っていたことに際し、田中は自身とゴジラを重ね合わせているのだと解釈している。一方で、同作品がゴジラ復活を求めていたファンからの評価が芳しくなかったことについては重く受け止め、次作『ゴジラvsビオランテ』（1989年）ではストーリーの公募を行い、バイオテクノロジーの設定を取り入れるなどハリウッド映画のようなエンターテイメント性を重視し、スタッフの世代交代も図るなど、新たな要素を精力的に取り入れていった。
ゴジラを通じて核問題を描くことも重視しており、『ゴジラ』（1984年版）ではスタッフの反対を押し切ってゴジラが原子力発電所を襲撃するシーンを盛り込んだほか、『ゴジラvsキングギドラ』（1991年）では日本企業が原子力潜水艦を用いてゴジラを誕生させるという展開を強く反対した。特技監督の中野昭慶は、ゴジラから核の要素を外すことを提案したところ、田中は「核の申し子」であることがゴジラのテーマだと述べたことを証言している。一方で、『vsキングギドラ』では水爆実験でゴジラが誕生する瞬間を描くことにも反対しており、東宝プロデューサーの富山省吾によればエンターテイメントとしてどこまで踏み込むべきか田中は懸念していたといい、映画のテーマは隠すという美学の持ち主でもあったと述べている。
昭和シリーズ後半についてもゴジラを人類の味方にしたのは失敗であったと述べており、原水爆反対という根本を変えてはいけなかったと述べている。一方で、ファンの投書ではゴジラを恐怖の象徴として描いて欲しいという要望と、正義の味方であって欲しいという要望の両方があり、難しいところであるとも語っている。
『vsビオランテ』の監督を務めた大森一樹は、田中は高齢ながら自身で決めて動いて映画を作っているという姿勢であり、「ゴジラとは私だ」という田中の意志を強く感じていたといい、事実上同作品が田中の最後のゴジラ映画であったと語っている。完成後に田中から握手を求められ「ありがとう」と言われ、大森はすごい仕事をしたのだと実感したと述懐している。
富山によれば、『vsビオランテ』では特技監督の川北紘一による改訂脚本もあったとされるが、田中は「円谷にもやらせなかったことは川北にやらせない」として、特撮監督が脚本を書くことを受け入れなかったという。大森は、田中がプロデューサーとして目を光らせ自身と川北をうまくコントロールしていたと述懐している。
ゴジラを自分の息子とも称しており、『vsキングギドラ』でのインタビューでは「ゴジラだけは誰にも作らせられないし、作らせたくない」とも述べていた。しかし、『vsキングギドラ』以降は、田中の体調の問題があり、プロデューサー業務は富山省吾に比重が置かれていった。1992年の『ゴジラvsモスラ』からは広尾の自宅でリハビリ療養をとりながら東宝スタジオへ視察する形となり、打ち合わせは富山と林芳信社長が自宅へ訪問して行う形となった。平成ゴジラVSシリーズの最終作にして、田中が携わった最後のゴジラ作品でもある『ゴジラvsデストロイア』（1995年）では、ゴジラを死なせることを了承しつつ、シリーズ自体は継続できるような結末とすることを要望したという。
1998年に公開された『GODZILLA』のエンドクレジットの最後には、「田中友幸の思い出に捧ぐ」という一文が記されている。

## 人物
その硬派で一貫した作品群、上記のインタビューのような強気なエピソード、三菱や創価学会とも太いパイプを築き東宝グループ製作部門に君臨した晩年のポジションなどから、強面なイメージで語られることも多いが、実際は柔和で温厚な調整型の人物であったとされる。試写でまずいところがあると、隣席の監督をつねってくるなど、お茶目な面もあった。なお、1970年代後半には本社の専務取締役である西野一夫が社長を兼ねる東宝映像の会長をつとめるなど、藤本引退後は年齢もあって本社役員陣の上手に立つ長老として遇されながらも、森、藤本とは異なって一度も本社取締役には就かなかった。そのため、本体中枢入りと引き換えにプロデューサーの肩書きを外さざるを得なかった彼らと違って、終生製作部隊である株式会社東宝映画を膝下に抱え、オーナー型でさえ海外にも類のない、86歳まで切れ目なく作品を発表するという映画プロデューサー人生を、しかもサラリーマン型でまっとうすることとなった。
ゴジラ委員会委員長を務めた東宝の堀内實三は、田中について熱心でしつこい人物であったと評しており、時間を問わず電話をかけてきて既に会議した内容について何度も話すことも多かったという。また、田中は特にゴジラに対して思い入れが深かったと述べている。
富山も、田中は夜中でも仕事の電話をかけてきて、出てしまうと30分では済まなかったと証言している。
『暁の追跡』で初めて田中と組んだ映画監督の市川崑は、「あの人は若いころから、”田中牛五郎”なんて言われるくらい、粘り屋で有名だったんですよ」と、後年の取材で証言している。『天晴れ一番手柄 青春銭形平次』で再び田中と組んだ際、主役の起用に関して、大谷友右衛門を推したい田中が突然、市川監督の自宅にやって来て話し合いを始めたが、元々池部良主演で映画化を進めていた市川との間で折り合いがつかず、挙句の果てに応接間のソファーに平然と横になって粘る態度を見せ始めたため、最初は妻の和田夏十の助言もあって断るつもりでいた市川も、ついに根負けして大友を起用するに至った逸話を持つ。富山は、見た目も喋りも華やかではないが、力強く諦めずに突き進むことから「ウシの田中」と呼ばれていたと証言している。
中野は、田中は勉強家で、新聞を全紙とっており、自宅には週刊誌が積み重ねられており、それらからアイデアを得た記事を破り取って持ち歩いていたと証言している。時には百科事典を破り取っていたこともあったという。また、田中は円谷英二に次ぐ粘り強さを持っていたといい、藤本に企画の許可を求めた際には、寝入った藤本のベッドの横で待ち続けていたこともあった。
撮影現場では、プライベートで撮影風景を8ミリカメラに収めており、モノクロ映画である『用心棒』のカラーメイキングや、カットとなりフィルムが現存しないとされる『モスラ』の九州ロケの様子など、貴重な映像も残されている。田中の死後、これらのフィルムはカメラマンであった古山正が保管している。
中野は、田中が正面からの正義のドラマ作りを好んでおり、また破壊描写も好み、画面が派手であれば喜んでいたと証言している。富山は、田中から映画作りのコツとして「10分に1回の見せ場、30分に1回の大きな見せ場、最後にクライマックス」と教えられたという。
戦争映画では『連合艦隊』（1981年）が自身の集大成であると語っており、同作品とゴジラ映画が自身の双璧であると述べている。
田中は乗り物好きであったといい、鉄道旅行を好んでいたほか、仕事でも他の映画プロデューサーが使用していないころから運転手付きの車で移動していたという。

## 博覧会とのかかわり
1967年1月、大阪万博に向けて、三菱万国博綜合委員会寺尾一郎委員長から三菱パビリオンのプロデューサー就任を求められる。基本出展構想を練るために起案メンバーに未来志向の福島正実、星新一、矢野徹、真鍋博を起用する。同年、三菱館のテーマ「日本の自然と日本人の夢」に決まる。館名を「三菱未来館」とし、明解なメッセージを発信する。プロローグとエピローグは歩行動線、全室映像に包み込まれる日本の自然と50年後の日本の「空」「海」「陸」の未来ゾーンは、動く歩道の強制動線とする。田中の意図する展示は分かりやすさと臨場感、見事に観客に伝わった。EXPO'70では人気ベストスリーとなり、三菱未来館は1,142万人の動員を誇る。
1971年1月8日、東宝・三菱商事・三菱地所の出資により日本創造企画株式会社（東京都千代田区丸の内）を設立し田中友幸は創業社長となる。時代を先取りする「レジャー」、「教育環境」、「流通」の企画・制作を営業の柱とする。
特に博覧会部門は「沖縄海洋博」、「ポートピア'81」、「科学万博つくば'85」では三菱未来館の総合プロデューサーを歴任する。
田中友幸の博覧会への信条は、掲げたテーマを分かりやすく具現化し、動員数を高めるため駆動装置（ライド）を導入することであった。海洋博では高低差のあるムービングシート1周140m、ポートピア'81では直径28m回転劇場 / ラウンドロード、科学万博ではモーションコントロール・カー1周160m16車両による強制動線を採用する。三菱グループの企業のうちの三菱重工業のハード技術を博覧会に活用させる。
それぞれの博覧会では、「海の資源を展開する海洋博」、「宇宙から深海までの生活に及ぼす事象のポートピア'81」、「生命の起源から宇宙開発を巡る科学万博」の複合展示を採用した。
映画人田中友幸にとっての博覧会は徹底したライブ感を持続していた。博覧会が開幕してもパビリオンに入ると展示の手直しを要求する。博覧会の展示は生き物である。その持論は止む時がなかった。反面、映画と違い一発勝負が博覧会である、と。その怖さを身をもって体験されていた。
日本創造企画では、取締役社長を21年間、取締役会長を5年間務める。株式会社東宝映画プロデューサーの中、イベント会社を持ち多角的に活動した者は珍しい。田中友幸はかねがね一発勝負の仕事もさりながら継続性のあることに専念せよと唱えていた。日本創造企画は出資会社の三菱地所から横浜みなとみらい21地区「横浜ランドマークタワー・展望フロアスカイガーデン」などの集客施設の運営業務に携り、田中友幸の提唱に応えている。

## 交友関係
東宝の俳優であった夏木陽介によれば、田中は夏木や鶴田浩二、堺左千夫、仲代達矢などを自宅に招いてよく麻雀をやっていた。
夏木は、自身のチームが出場したパリ・ダカールラリーの壮行会で田中にスピーチを依頼するなど、俳優業以外でも生涯交流があったという。

## 主な製作担当作品

### 東宝社員時代・契約プロデューサー時代
- 1945年 - 『北の三人』
- 1946年 - 『陽気な女』

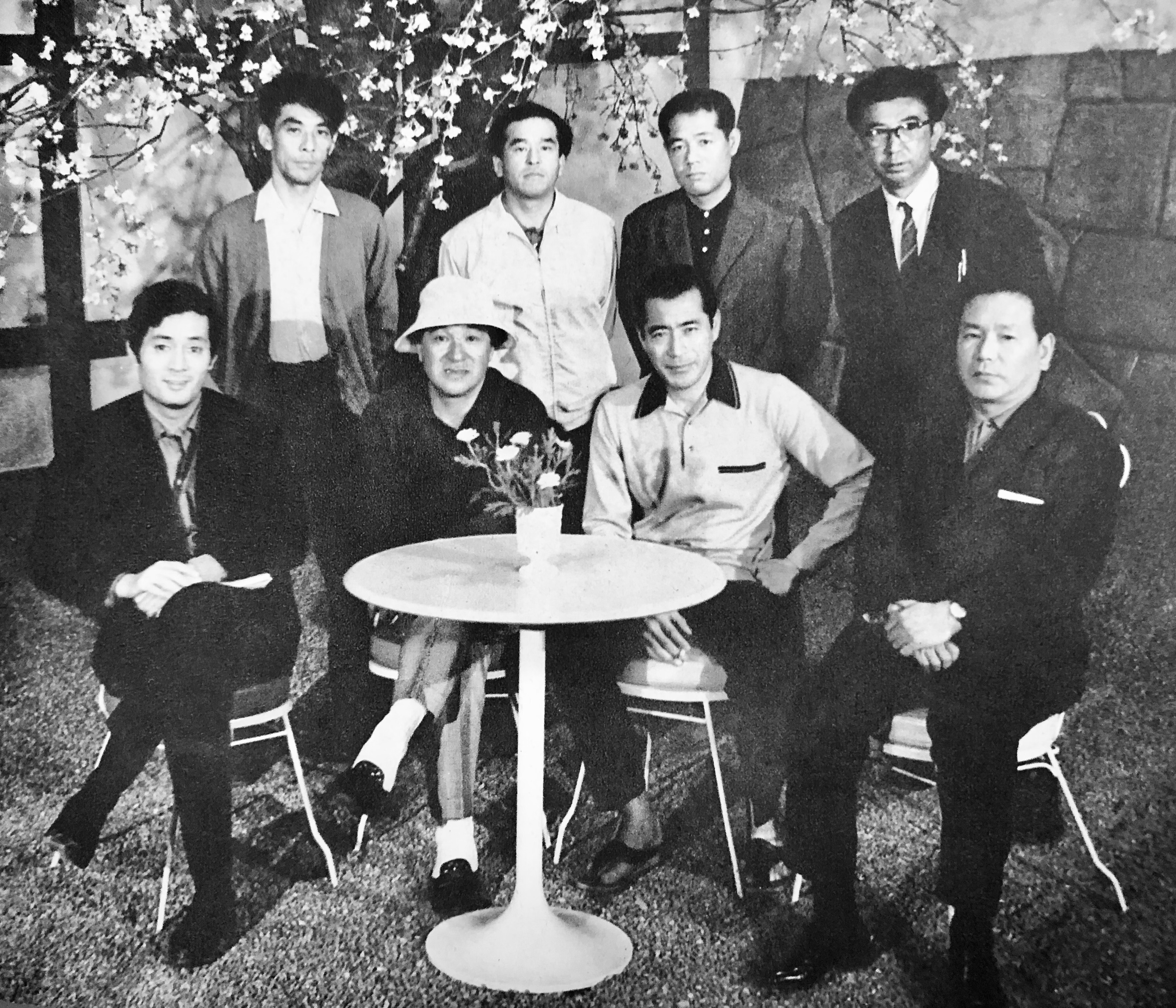
『上意討ち 拝領妻始末』（1967年）のスタッフとキャスト。
前列左から、仲代達矢、小林正樹、三船敏郎、田中友幸。後列左から、松江陽一、山田一夫、奥山重之助、田実泰良。

- 1947年 - 『銀嶺の果て』[11]
- 1949年 - 『ジャコ万と鉄』
- 1950年 - 『暁の脱走』
- 1951年 - 『愛と憎しみの彼方へ』
- 1952年 - 『戦国無頼』、『港へ来た男』、『思春期』
- 1953年 - 『天晴れ一番手柄 青春銭形平次』、『続思春期』
- 1954年 - 『さらばラバウル』、『潮騒』、『ゴジラ』
- 1955年 - 『恋化粧』、『ゴジラの逆襲』、『おえんさん』、『獣人雪男』
- 1956年 - 『乱菊物語』、『白夫人の妖恋』、『空の大怪獣 ラドン』
- 1957年 - 『智恵子抄』、『地球防衛軍』
- 1958年 - 『無法松の一生』、『大怪獣バラン』、『美女と液体人間』
- 1959年 - 『暗黒街の顔役』、『宇宙大戦争』、『孫悟空』、『独立愚連隊』、『日本誕生』、『或る剣豪の生涯 』
- 1960年 - 『暗黒街の対決』、『電送人間』、『ガス人間第一号』、『ハワイ・ミッドウェイ大海空戦 太平洋の嵐』、『悪い奴ほどよく眠る』、『独立愚連隊西へ』
- 1961年 - 『暗黒街の弾痕』、『真紅の男』、『大坂城物語』、『モスラ』、『用心棒』、『世界大戦争』
- 1962年 - 『椿三十郎』、『キングコング対ゴジラ』、『妖星ゴラス』
- 1963年 - 『太平洋の翼』、『天国と地獄』、『五十万人の遺産』、『青島要塞爆撃命令』、『マタンゴ』、『海底軍艦』、『国際秘密警察 指令第8号』、『秘剣』
- 1964年 - 『士魂魔道 大龍巻』、『国際秘密警察 虎の牙』、『今日もわれ大空にあり』、『ああ爆弾』、『モスラ対ゴジラ』、『宇宙大怪獣ドゴラ』、『国際秘密警察 火薬の樽』、『三大怪獣 地球最大の決戦』
- 1965年 - 『侍』、『赤ひげ』、『フランケンシュタイン対地底怪獣』、『太平洋奇跡の作戦 キスカ』、『姿三四郎』、『国際秘密警察 鍵の鍵』、『怪獣大戦争』、『100発100中』、『血と砂』
- 1966年 - 『奇巌城の冒険』、『ゼロ・ファイター 大空戦』、『フランケンシュタインの怪獣 サンダ対ガイラ』、『ゴジラ・エビラ・モスラ 南海の大決闘』、『遊撃戦』（テレビ）
- 1967年 - 『殺人狂時代』、『国際秘密警察 絶体絶命』、『上意討ち 拝領妻始末』、『キングコングの逆襲』、『日本のいちばん長い日』、『怪獣島の決戦 ゴジラの息子』
- 1968年 - 『怪獣総進撃』、『連合艦隊司令長官 山本五十六』、『100発100中 黄金の眼』、『斬る』
- 1969年 - 『風林火山』、『緯度0大作戦』、『日本海大海戦』、『地獄変』、『ゴジラ・ミニラ・ガバラ オール怪獣大進撃』
- 1970年 - 『ゲゾラ・ガニメ・カメーバ 決戦!南海の大怪獣』、『幽霊屋敷の恐怖 血を吸う人形』
- 1971年 - 『ゴジラ対ヘドラ』

### 東宝映像社長時代
- 1972年 - 『地球攻撃命令 ゴジラ対ガイガン』
- 1973年 - 『ゴジラ対メガロ』、『日本沈没』、『人間革命』、『流星人間ゾーン』（テレビ）
- 1974年 - 『ゴジラ対メカゴジラ』、『ノストラダムスの大予言』、『エスパイ』、『日本沈没』（テレビ）

### 東宝映画社長時代
- 1975年 - 『メカゴジラの逆襲』、『東京湾炎上』
- 1976年 - 『大空のサムライ』、『続・人間革命』
- 1977年 - 『八甲田山』、『惑星大戦争』
- 1980年 - 『東京大地震マグニチュード8.1』、『影武者』、『地震列島』
- 1981年 - 『連合艦隊』
- 1984年 - 『さよならジュピター』、『零戦燃ゆ』、『ゴジラ』
- 1987年 - 『竹取物語』
- 1989年 - 『ガンヘッド』

### 東宝映画会長時代
- 1989年 - 『ゴジラvsビオランテ』
- 1991年 - 『ゴジラvsキングギドラ』
- 1992年 - 『ゴジラvsモスラ』
- 1993年 - 『ゴジラvsメカゴジラ』
- 1994年 - 『ゴジラvsスペースゴジラ』

### 東宝映画相談役時代
- 1995年 - 『ゴジラvsデストロイア』
- 1996年 - 『モスラ』
- 1997年 - 『モスラ2 海底の大決戦』

## 大阪協同劇団舞台演出
- 1934年 - 『稲妻』[49]
- 1937年 - 『京都三條通』[49]
- 1939年 - 『移民以後』[49]

## 受賞歴
- 1974年 - 日本映画テレビプロデューサー協会賞
- 1981年 - 勲三等瑞宝章[10]、第7回おおさか映画祭特別功労賞
- 1992年 - 藤本賞、第47回毎日映画コンクール特別賞
- 1993年 - 第3回日本映画批評家大賞特別賞
- 1994年 - 全興連マネーメイキング・スター賞